# Gegen den Sturm!
Gegen den Sturm! ist ein deutscher Fernsehfilm aus dem Jahr 2014. Das Katastrophen-Drama mit Alexandra Neldel und Hannes Jaenicke in den Hauptrollen erzählt von einer international zusammengesetzten Gruppe von Ärzten, die in einem Krisengebiet den Menschen beim Wiederaufbau helfen. Die Premiere feiert der Film am 4. November 2014 bei Sat.1.

## Handlung
Die Medizinerin Dr. Sophie Heimbach wird von ihrer früheren Mentorin Dr. Ursula Stein gebeten, nach Sumatra zu reisen, um dort ihren ersten Auslandseinsatz zu absolvieren. Das Land wurde von einem schweren Erdbeben heimgesucht und benötigt nun die Hilfe der Hilfsorganisation „Mediziner ohne Grenzen“. Sophie wurde beauftragt, dem Chirurgen Dr. Matthias Kreusler auf die Finger zu schauen, da er unter dem Verdacht steht, Spendengelder und Medikamente zu veruntreuen.
Als Sophie in Sumatra ankommt, wird sie vom arroganten Matthias nicht gerade willkommen geheißen. Er traut ihr nicht zu, dass sie, die bisher nur Uni-OPs gewöhnt war, sich im Camp durchsetzen kann oder fähig ist, Entscheidungen über Leben und Tod zu treffen. Doch Sophie zeigt allen, dass sie vor nichts zurückschreckt und unterstützt das Camp, wo sie nur kann. Mit der Zeit kommen sich Sophie und Matthias näher. Doch Medikamente und Verbandsmaterial werden immer knapper. Dann bleibt die auch noch die nächste medizinische Hilfslieferung am Zoll hängen. Sophie beobachtet, wie Matthias sich mit dem Chef der Rebellen trifft und zweifelt daraufhin an dessen Loyalität. Als sie ihn zur Rede stellen will, wird das Gebiet von einem Nachbeben erschüttert.

## Hintergrund
Der Spielfilm ist eine Produktion der TeamWorx Television & Film GmbH in Koproduktion mit der UFA Fiction GmbH für die Fernsehsender Sat.1. Als Hauptdarsteller konnte Alexandra Neldel und Hannes Jaenicke verpflichtet werden, die auch privat Hilfsorganisationen unterstützen. Unter dem Arbeitstitel Klinik unter Planen fanden die Dreharbeiten vom 11. Juli bis zum 7. August 2013 in Thailand statt.
Der Film basiert auf ein Treatment von Hauptdarsteller Hannes Jaenicke. Im Anschluss an den Spielfilm wird die Dokumentation Ihr seid Helden! Hannes Jaenicke trifft Ärzte im Krisengebiet ausgestrahlt.

## Kritiken
Tilmann P. Gangloff von Tittelbach.tv findet, dass „Jaenicke & Neldel bei ihrem ersten gemeinsamen Film ein überzeugendes Paar abgeben“ würden und dass der Film ein „mitunter fesselnder Mix aus Abenteuer- & Arztdrama“ sei, „bei dem allerdings ein bisschen zu viele Genre-Tonarten zusammengemischt werden“. Außerdem findet er, dass der Film „den Schauplatz nicht als exotische Folie für die übliche TV-Romanze, sondern das Thema ernst“.
Erik Brandt-Höge von TV-Selection.de merkt an, dass der Regisseur Sebastian Vigg es mit „Gegen den Sturm“ ernst meint, da der Film „deutlich darauf hinweist, in welche(r) Not Hunderttausende geraten sind, die weiterhin Hilfe brauchen.“ Außerdem wirft der Film „überdies ein Schlaglicht auf die Arbeit der vielen in Auslandseinsätzen engagierten Ärzte“.